# Lijst van politieke partijen in Zweden

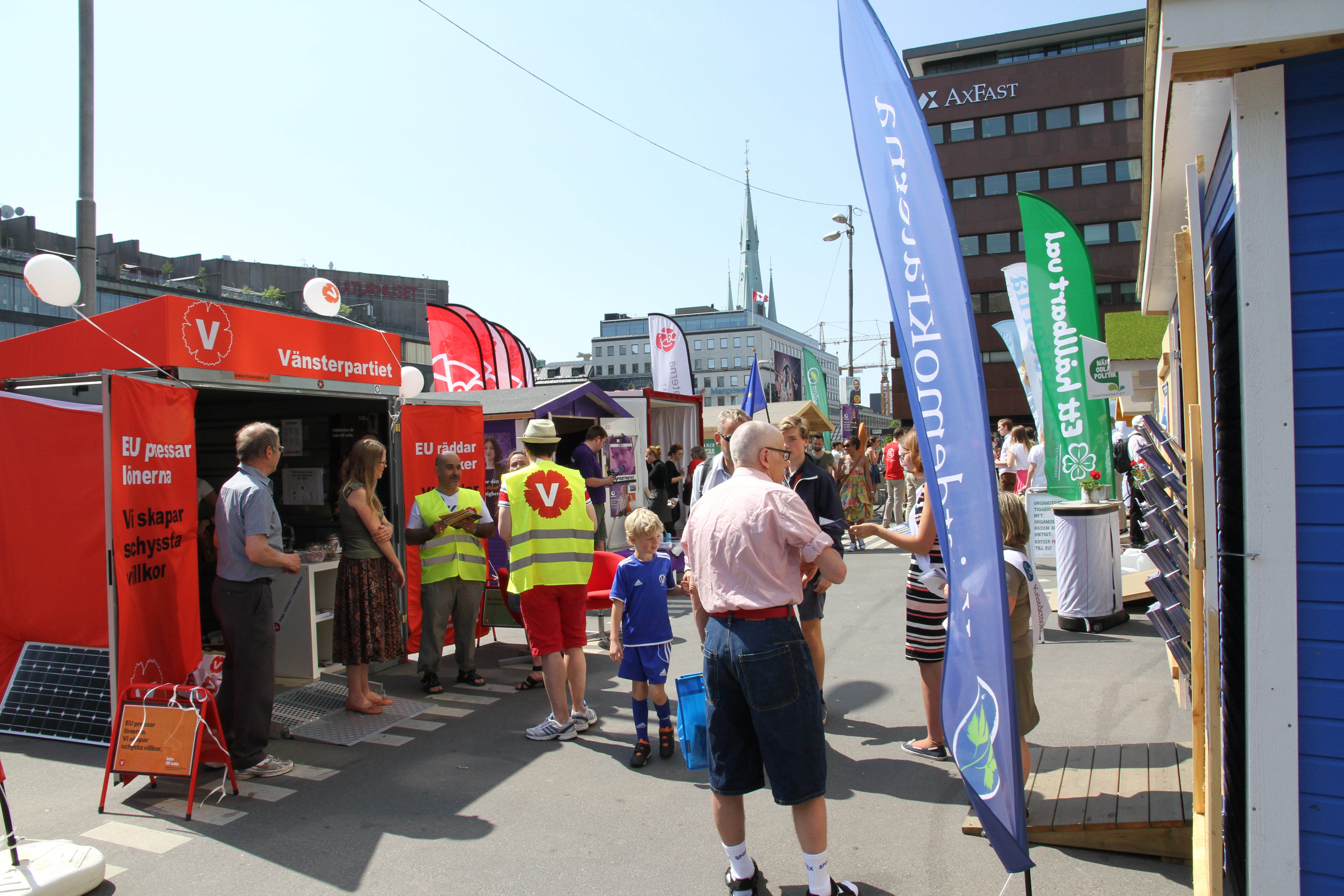
Stands van politieke partijen in Stockholm in de aanloop naar de Europese Parlementsverkiezingen 2014

Dit artikel bevat een lijst van politieke partijen in Zweden.
Het land heeft een meerpartijenstelsel waarin zowel meerderheidsregeringen, vaak met meerdere partijen, als minderheidsregeringen die op gedoogsteun moeten rekenen gevormd worden. Vijf politieke partijen – communisten, sociaaldemocraten, liberalen, landbouwers en conservatieven – gaan al meer dan 100 jaar mee. Met name de Sociaaldemocratische Arbeiderspartij heeft Zweden lange tijd bestuurd. Anno 2023 zijn er acht partijen vertegenwoordigd in de Rijksdag en het Europees Parlement.
Tussen 2004 en 2019 vormden vier (centrum)rechtse partijen een verbond, Allians för Sverige, en in reactie daarop vormden de linkse partijen de samenwerking Rödgröna. Hoewel deze samenwerkingen zijn stopgezet, vormen de partijen in de praktijk enkel linkse of rechtse coalities, en is het van de jaren 1940 geleden dat links en rechts samen hebben bestuurd.

## Parlementair vertegenwoordigde partijen
| Partij | Partij                                                         | Partij | Ideologie                                | Positie                   | Europese fractie | Europese fractie | Zetels Rijksdag | Zetels EP   | Leden  |
| ------ | -------------------------------------------------------------- | ------ | ---------------------------------------- | ------------------------- | ---------------- | ---------------- | --------------- | ----------- | ------ |
|        | Vänsterpartiet                                                 | V      | Socialisme                               | Links                     |                  | GUE/NGL          | 24 / 349(7%)    | 1 / 21(5%)  | 23.872 |
|        | Sveriges Socialdemokratiska Arbetareparti (Socialdemokraterna) | S, SAP | Sociaaldemocratie                        | Centrumlinks              |                  | S&D              | 107 / 349(31%)  | 5 / 21(24%) | 75.000 |
|        | Miljöpartiet de Gröna                                          | MP     | Ecologisme                               | Centrumlinks              |                  | Groenen/EVA      | 18 / 349(5%)    | 3 / 21(14%) | 9.530  |
|        | Centerpartiet                                                  | C      | Sociaalliberalisme Agrarisme             | Centrum tot centrumrechts |                  | Renew Europe     | 24 / 349(7%)    | 2 / 21(10%) | 24.445 |
|        | Liberalerna                                                    | L      | Liberalisme                              | Centrumrechts             |                  | Renew Europe     | 16 / 349(5%)    | 1 / 21(5%)  | 12.179 |
|        | Moderata Samlingspartiet (Moderaterna)                         | M      | Liberaal-conservatisme                   | Centrumrechts tot rechts  |                  | EVP              | 68 / 349(19%)   | 4 / 21(19%) | 40.602 |
|        | Kristdemokraterna                                              | KD     | Christendemocratie Conservatisme         | Rechts                    |                  | EVP              | 19 / 349(5%)    | 2 / 21(10%) | 24.894 |
|        | Sverigedemokraterna                                            | SD     | Nationaal-conservatisme Rechts-populisme | Rechts tot extreemrechts  |                  | ECR              | 73 / 349(21%)   | 3 / 21(14%) | 33.207 |

## Andere partijen
- Alternativ för Sverige
- Arbetarpartiet
- Direktdemokraterna
- Enhet
- Europeiska Arbetarpartiet
- Feministiskt Initiativ
- Klassiskt Liberala Partiet
- Kommunistiska Partiet (Kommunisterna)
- Landsbygdspartiet Oberoende
- Medborgerlig Samling
- Nordiska Motståndsrörelsen
- Piratpartiet
- Rättvisepartiet Socialisterna
- Sjukvårdspartiet
- Sveriges Kommunistiska Parti
- Volt